# L'Héritière (téléfilm, 2000)
Pour les articles homonymes, voir L'Héritière.

L'Héritière est un téléfilm français de Bernard Rapp diffusé en 2000.

## Synopsis
Avant de mourir, Georges Madec, le PDG d'une importante entreprise agro-alimentaire, rencontre pour la première fois et sans révéler son identité, sa fille née de sa liaison avec une artiste peintre, son grand amour. 
Âgée de 25 ans, Juliette Destrac est chargée de clientèle dans un palace. Sa personnalité dynamique séduit le vieil homme qui lui lègue à sa mort la société Norlait (production et emballage de produits laitiers) qu'il a créée en segmentant ses activités en deux filiales regroupées dans la holding Mader SA, ayant décelé chez la jeune femme l'esprit d'entreprise et les capacités de management nécessaires à son redressement. Il lègue l'autre filiale de fabrication de plats cuisinés, elle florissante, à son fils Vincent, déjà impliqué dans les affaires familiales. Quant à la maison-mère, les deux enfants de Georges Madec en conduiront conjointement la destinée, sous le contrôle des banquiers. 
Vincent Mader découvre avec stupéfaction et colère qu'il n'est pas l'unique héritier. Conseillé par Pierre Valec, l'avocat de la société, il propose à sa demi-sœur de racheter ses parts, pour 20 millions de francs.

## Fiche technique
- Titre : L'Héritière
- Réalisation : Bernard Rapp
- Scénario : Céline Guyot et Martin Guyot

- Pays :  France

- Dates de diffusion :
  - France : 12 janvier 2002

## Distribution
- Géraldine Pailhas : Juliette Destrac
- Pierre Cassignard : Pierre Valec
- Christophe Reymond : Vincent Mader
- François Berléand : Bordier
- Gwennola Bothorel : Stéphanie
- Michel Duchaussoy : Georges Mader
- Michèle Moretti : Mme Destrac
- Jacques Zabor : Monsieur Loudin
- Lucienne Hamon : Yvonne
- Marc Faure : Le banquier
- Olivier Pajot : Hervé
- Marc Rioufol : Gérard
- Arnaud Xainte : Molager
- Daniel Kenigsberg : Desplan
- Jacques Fontanel : Lebrun
- Hubert Saint-Macary : Giraud
- Denis Charvet : Godeau

## Distinctions
- Festival de la fiction TV de Saint-Tropez 2001 :  Meilleure actrice pour Géraldine Pailhas[1]